# Ituren
Ituren est une municipalité de la Communauté forale de Navarre dans le Nord de l'Espagne.
Elle est située dans la zone bascophone de la province où la langue basque est coofficielle avec l'espagnol. La population parlant le basque représentait 92.6% en 2010, 89.5%  en 2018,. Le secrétaire de mairie est aussi celui de Zubieta.
Elle est constituée des hameaux Ituren, Aurtitz et Lasaga, ces deux derniers s'étant unis en 1536, ainsi que de nombreuses fermes sur la colline d'Ameztia. Le village est traversé par la rivière Ezkurra et est dominé par le mont du Mendaur qui culmine à 1 136 m. On y pratique l'agriculture et l'élevage.

## Localités limitrophes
Arantza et les monts Bidassoa et Berroaran au nord, Elgorriaga et Doneztebe à l'est, Oiz et Urroz au sud, Zubieta à l'ouest.

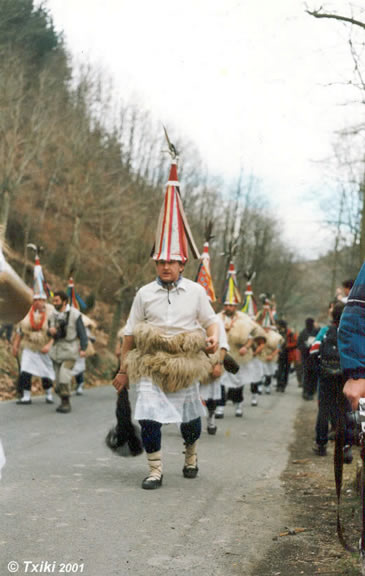
Les joaldunak
"ceux qui portent des sonailles",
(prononcer ioaldounak)
à Ituren (Navarre)

## Division linguistique
En 2011, 89,5 % de la population d'Ituren des 16 ans et plus avait le basque comme langue maternelle. La population totale située dans la zone bascophone en 2018, comprenant 64 municipalités dont Ituren, était bilingue à 60,8 %, à cela s'ajoute 10,7 % de bilingues réceptifs.

### Droit
En accord avec Loi forale 18/1986 du 15 décembre sur le basque, la Navarre est linguistiquement divisée en trois zones. Cette municipalité fait partie de la zone bascophone où l'utilisation du basque y est majoritaire. Le basque et le castillan sont utilisés dans d'administration publique, les médias, les manifestations culturelles et en éducation cependant l'usage du basque y est courant et encouragé le plus souvent.

## Patrimoine

### Patrimoine religieux
On trouve de nombreuses bâtisses des XVIIe, XVIIIe et XIXe siècles dont certaines ont conservé des vestiges gothiques.
- Église Saint-Martin de Tours
- Palais de Sagardia : Semble avoir appartenu à un caporal d'arme nommé officier du royaume déjà en 1513, l'habitant de ce palais d'Ituren était parmi les cavaliers détachés à la mérindade des montagnes. Selon une information de la chambre des comptes de 1723, il appartenait à Don Juan Bautista Cortajarena. En 1784, Francisca de Aguirre y Ustáriz, en tant que mère et tutrice de José Joaquín de Alduncin y Aguirre. Vers 1790 il appartenait à Don José Joaquín de Alducin y Aguirre. Selon le livre d'armes, le blason de ce terrain date du XVIe siècle.
- Ermitage de San Joaquin et Santa Ana, sur les flancs du mont Mendaur
- Chapelle de la Trinité au sommet du mont Mendaur

## Carnaval
Chaque année, le dernier lundi et mardi de janvier, se déroule dans ce village un carnaval unique au monde que l'on appelle Iturengo iñauteria (carnaval d'Ituren). Il s'agit d'un défilé d'hommes-cloches "Joaldunak" ou "Ttunturoak" en basque, dont l'origine est inconnue.
Le même rite se perpétue invariablement. Le lundi, Zubieta rend visite à Ituren et le mardi c'est l'inverse.
Les acteurs de ce carnaval sont déguisés selon un rite très ancien: ils sont vêtus d'une chemise blanche, de longues chaussettes de laine beige recouvrant jusqu'aux mollets un pantalon bleu de chauffe, d'un jupon descendant à mi-cuisse et chaussés d'abarkak, chaussures traditionnelles des bergers basques. Ils portent sur le haut du corps une peau de mouton. Arrivés à ce stade de l'habillement, l'aide du maître de harnachement est requise.
À l'aide d'une corde de chanvre, il va fixer au bas des reins les grosses sonnailles que porteront les Joaldunak. Chacun des deux villages possède son propre rythme de battement des cloches. Lorsqu'ils sont réunis c'est le rythme de Ituren qui est adopté. Munis de l'"isipua", court manche de bois recouvert d'une queue de cheval, les Joaldunak en colonne ou par files de deux vont relier à travers les rues et les champs les trois quartiers de Ituren, puis ils rejoindront par la route le village visité en marquant, rythmiquement et sans interruption, le pas au seul son des grosses cloches.
Le mardi, ce sera l'inverse. Le "Danbolin nagusia" (Majordome des Joaldunak), porte suspendu au cou une corne de vache lui permettant de commander aux autres les différents changements de direction.

## Pèlerinage

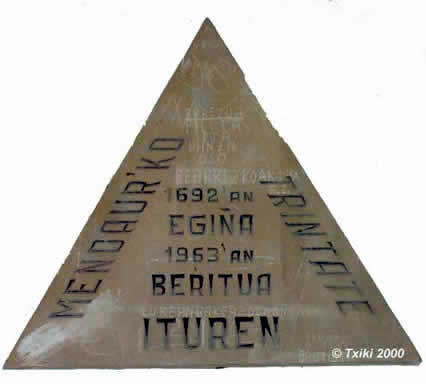
Plaque de la chapelle de la Trinité

À Ituren, sur les hauteurs du mont Mendaur, se trouve la chapelle de la Trinité. Ici aussi, chaque année, une procession est organisée le dimanche de la Trinité. Les gens viennent de toute la région, cheminant à travers les crêtes, pour assister à l'une des deux messes qui s'y déroulent. Des jeunes du villages jouent de la musique, accordéon et txistu principalement, pour ceux qui n'ont pas pu entrer pour le premier office religieux.
Ensuite, la plupart d'entre eux ira déjeuner au lac artificiel situé en contrebas, toujours entourés de musiciens et passeront un moment agréable sous les hêtres.
La journée se clôt par une arrivée au village depuis le village de Aurtiz situé à six kilomètres, dansant derrière un porte drapeau et les musiciens avant de terminer par une fête sur la place publique ou tous danseront le zortziko.

## Histoire

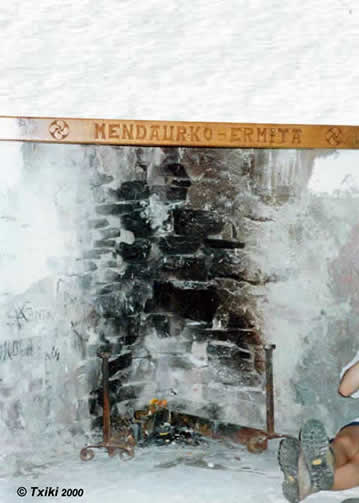
Foyer attenant à la
chapelle de la Trinité

Bien que des études historiques sur la Navarre n'aient apporté que peu de dates sur l'histoire des villages de la vallée de Malerreka et ses environs jusqu'à une bonne partie du Moyen Âge, il existe des témoignages évidents d'installations d'humains à Ituren bien antérieure. On en déduit qu'il y avait des groupes de bergers préhistoriques grâce aux six dolmens disséminés dans son territoire.
Parmi eux, le cas de la borde (bergerie) Baikuntzalo qui a été une tombe mégalithique de l'âge du bronze (probablement 2000 ans av. J.-C.). En 1280 on mentionne un château-forteresse d'Oltzorrotz. Le hameau d'Ituren comptait 25 feux et celui d'Aurtiz 14.
Les hameaux de Aurtiz, Lasaga et Igeribar se sont réunis en 1536, avec celui d'Ituren avec un même maire.
Dans les documents du XVIe et XVIIe siècles, la réunion de ces hameaux apparait sous le nom de "Terre d'Ituren", "val d'Ituren" et "vallée d'Ituren". Du reste, sur le blason du moulin on retrouve l'inscription : "La vallée d'Ituren".
En 1600, Ituren acquit le titre de ville. Les réunions municipales ou "batzarrak" se déroulent depuis des temps anciens dans l'église paroissiale jusqu'au milieu du XVIIIe. La situation actuelle, réduite aux trois hameaux (Ituren, Aurtiz et Lasaga) est due au fait que celui d'Igeribar, à partir du XIXe, a été intégré à celui de Lasaga. Les maisons situées sur la partie N-O du quartier d'Ituren, tout au moins durant les XVIIIe et XIXe siècles, constituent le bas quartier connu sous l'appellation Irugun actuellement en désuétude, mais il existe des témoignages sur le nom de la maison Irugunantsonea situé dans ce quartier.
C'est à partir du XVIIe siècle que l'on commence à construire les fermes sur le mont Ameztia dont beaucoup sont encore habitées aujourd'hui.

## Personnalités liées au village
- Martin Alberro (Ituren 1526 - Valencia 1596).

Après avoir été ordonné prêtre, il intégra la Compagnie de Jésus à Valence en 1556. Il fut directeur spirituel du peintre Juan de Juanes à qui il suggéra quelques œuvres sur la vierge dont celle de l'Immaculée Conception qui se trouve à l'église du Sacré Cœur de Valence. Étant donné qu'au XVIe siècle il était d'usage de porter comme patronyme le nom de la maison, il est possible que Martin Alberro ait été originaire de l'actuelle maison Alberroa, laquelle en plus, est mentionnée durant le XVIe siècle sous le nom de Alberro.
- Tomás de Ituren (Ituren 1556 Tolède 1630).

En 1577, après avoir suivi des études de théologie, il intégra la Compagnie de Jésus à Alacalá. Il enseigna à Alacalá, Belmonte, Valencia et Murcie. Il publia en 1619 sur le sujet de « la dignité et l'excellence de la doctrine de Saint Thomas » avec une apologie sur les aspects assez complexes de sa théologie et philosophie. Le père Perez Goyena qui analysa son œuvre, le qualifia d'« illustre théologien ». Tomás de Ituren signait sous le pseudonyme de "Thoma Pio a Ponte Lerinensi", ce qui indique comme on peut le voir, une référence explicite au nom de la vallée historique de Santesteban de Lerin. Du fait de porter le nom Ituren on peut déduire que Tomás de Ituren était le fils du palais d'Ituren, étant donné qu'une grande partie des XVIe et XVIIe siècles, les maîtres successifs portaient aussi le patronyme d'Ituren. Ce nom n'apparaît, en tant que patronyme, dans aucune maison de cette période.
- Les Bizarron.

Dans le hameau d'Aurtiz existe une maison Bizarronea. Au XVIe et une grande partie du XVIIe siècle, celle-ci est mentionnée sous le nom de Bizarron. On peut pourtant supposer que le nom de famille fait référence au nom de la maison. Pablo Bizarron, natif de la maison Perosantzenea de l'ancien hameau Igeribar et actuellement rattaché au hameau Latsaga, émigra à Puerto Santa Maria, près de Cadix (ou Cádiz) au XVIIe siècle. Il s'y épousa Maria de Egiarreta, née dans cette ville en 1682. Il a été chanoine chargé de la cathédrale de Séville. Il devint par la suite archevêque de Mexico et vice-roi de la Nouvelle-Espagne. Il envoya en cadeau, depuis là-bas, six grands candélabres de 1,85 m de haut (sa taille personnelle) à la cathédrale sévillane en argent massif du Mexique. Aujourd'hui ils sont le maître-autel de cette cathédrale. Ces candélabres acquirent le nom de bizarrones. Ultérieurement, le terme bizarón a été inclus dans le dictionnaire de l'Académie royale de la langue espagnole pour signifier "grand candélabre" ou "blandon".
D'autre part, l'archevêque créa dans l'état mexicain de Querétaro un village nommé Vizarrón. Comme on peut le constater le patronyme Bizarron de Ituren a donné l'origine tant au mot de la langue espagnole pour signifier, au travers d'une fausse étymologie, "grand candélabre" ou "blandon" qu'au nom d'un village mexicain.
- Erramun Joakin (Ituren 1755 ?). Erramun Joakin Sunbil Telletxea est né en 1755 dans la maison Berdabioa dans le hameau d'Ituren. Forgeron de métier, il fut accusé d'avoir fondu la représentation en cuivre de San Christobal (Saint Christophe) pour fabriquer des sonnailles. Des vers faisant allusion a ce fait divers ont été transmis oralement dans la chanson populaire Ituringo arotza (le forgeron d'Ituren), largement diffusée dans tout le Pays Basque. Les paroles sont :

| Paroles en basque                           | Paroles en français                                         |
| ------------------------------------------- | ----------------------------------------------------------- |
| Ituringo arotza Erramun Joakin,             | Le forgeron d'Ituren, Erramun Joakin                        |
| Haserre omen zaude, zeren dugun jakin;      | nous avons appris que vous êtes en colère.                  |
| Santurik ez daiteke fiatu zurekin,          | Un saint ne peut pas se fier à vous:                        |
| San Kristobal urtuta joareak egin.          | vous avez fondu saint Christobal pour faire des sonnailles. |
| Arotzak erran dio bere andreari,            | Le forgeron a dit à sa femme                                |
| Urtu behar dinagu, ekarran santu hori.      | "Porte-moi ce saint, nous devons le fondre!                 |
| Gizona hago isilik! Bekatu duk hori.        | Homme, où vas-tu? C’est un péché.                           |
| Ez zionagu erranen sekulan inori.           | On ne le dira jamais à personne !"                          |
| Ituringo joare e(g)ile Ramuntxo Joakin,     | Le forgeron de sonnailles de Ituren, Ramuntxo Joakin,       |
| Haserre omen zaude, zeren dudan jakin,      | j'ai appris que tu es en colère.                            |
| Konfesa zaitez ongi erretorarekin,          | Confesses-toi bien au curé                                  |
| Ez dute zer fidatu santuek zurekin.         | les saints ne peuvent guère se fier à toi.                  |
| Kobrezko santurikan inon bazarete,          | S'il y a quelque part des Saints en cuivre                  |
| Egoten ahal zarete hemendik aparte,         | restez loin d'ici.                                          |
| Baldin arotz horiek jakiten badute,         | Car si ces forgerons l'apprenaient                          |
| Joareak egiteko urtuko zaituzte.            | ils vous fondraient pour faire des sonnailles.              |
| Elizako serorak, ermitauak ere,             |                                                             |
| Bakoitza zeun tokitan egon zaitez(te) erne, |                                                             |
| Bertzela arotz horiek jakiten badute,       |                                                             |
| Elizako santuak ihes joanen dire.           |                                                             |
| Arotzak erran dio bere andreari,            |                                                             |
| Begira zaion ongi joare multzoari,          |                                                             |
| Soinuan bilatuta denak zeuden ongi,         |                                                             |
| Koinatak ez bagindu saldu, Joana Mari.      |                                                             |

- Juan Bautista Labaien Zubieta (Ituren 1887 –). Prêtre, docteur en philosophie et théologie, il est l'auteur, en collaboration avec Don Blas Goñi, de la grammaire hébraïque théorique/pratique avec un appendice d'araméen biblique, éditée à Pampelune en 1919. Natif de la maison Migeltxonea du hameau d'Aurtiz, de même que son frère (ci-dessous).
- Ildefonso Labaien Zubieta (Ituren 1897 - Pampelune 1952). Médecin-chirurgien prestigieux qui exerça sa profession principalement à Pampelune où il fonda la clinique San Francisco Javier (Saint François Xavier). La mairie de la commune lui consacra sa reconnaissance en donnant son nom a une des rues: rue du docteur Labaien dans le quartier San Jorge (Saint Georges) de Pampelune.

## Industries
Il existe deux petites centrales hydro-électriques à Ituren et dans le mont Mendaur qui profitent des eaux du réservoir de Mendaur pour la production d'énergie électrique.

## Galerie

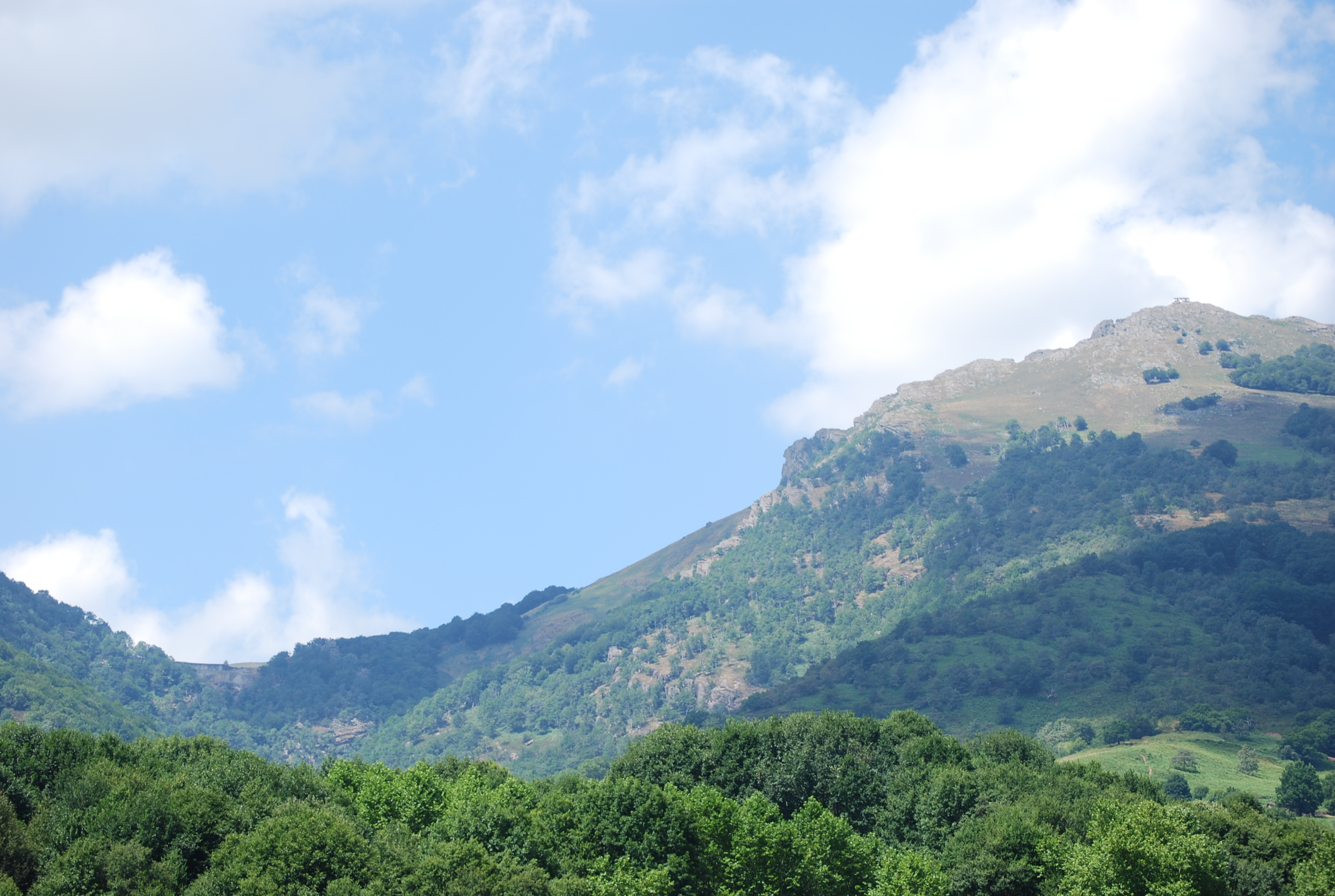
Mont Mendaur (ermitage et barrage) d'Ituren (Navarre)
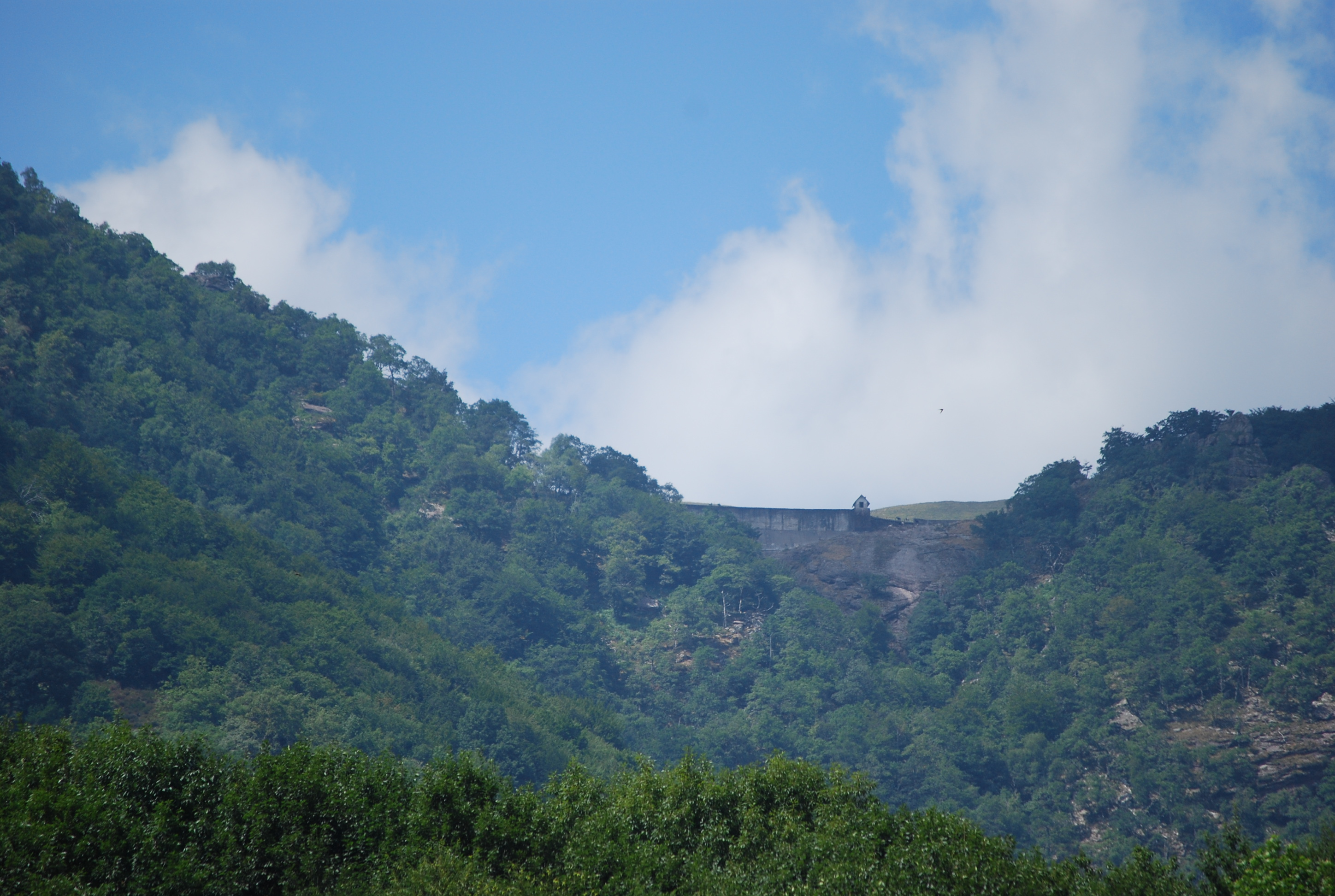
Le barrage de Mendaur à Mendaur (Ituren) (Navarre)
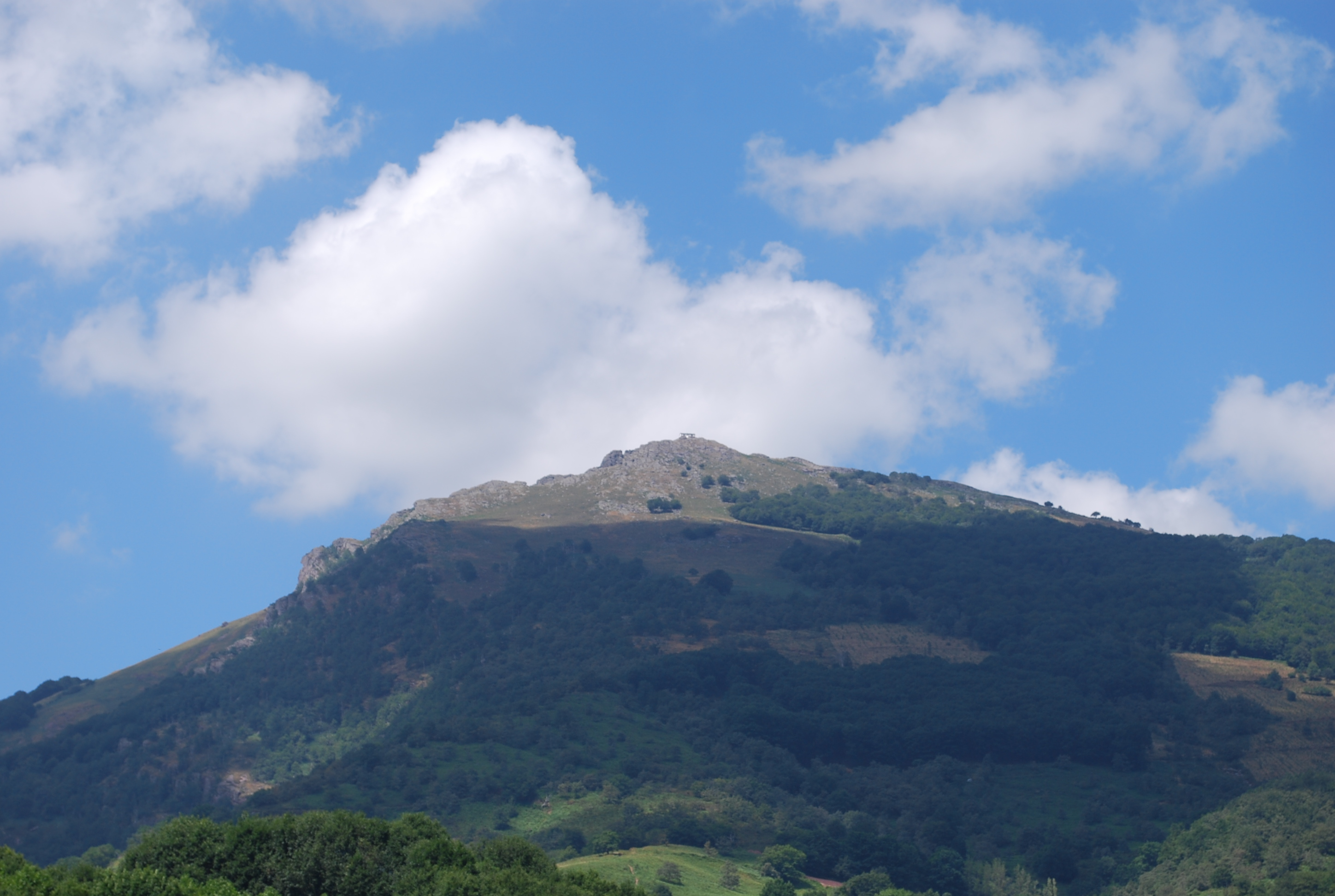
L'ermitage de la Trinité à Mendaur (Ituren) (Navarre)
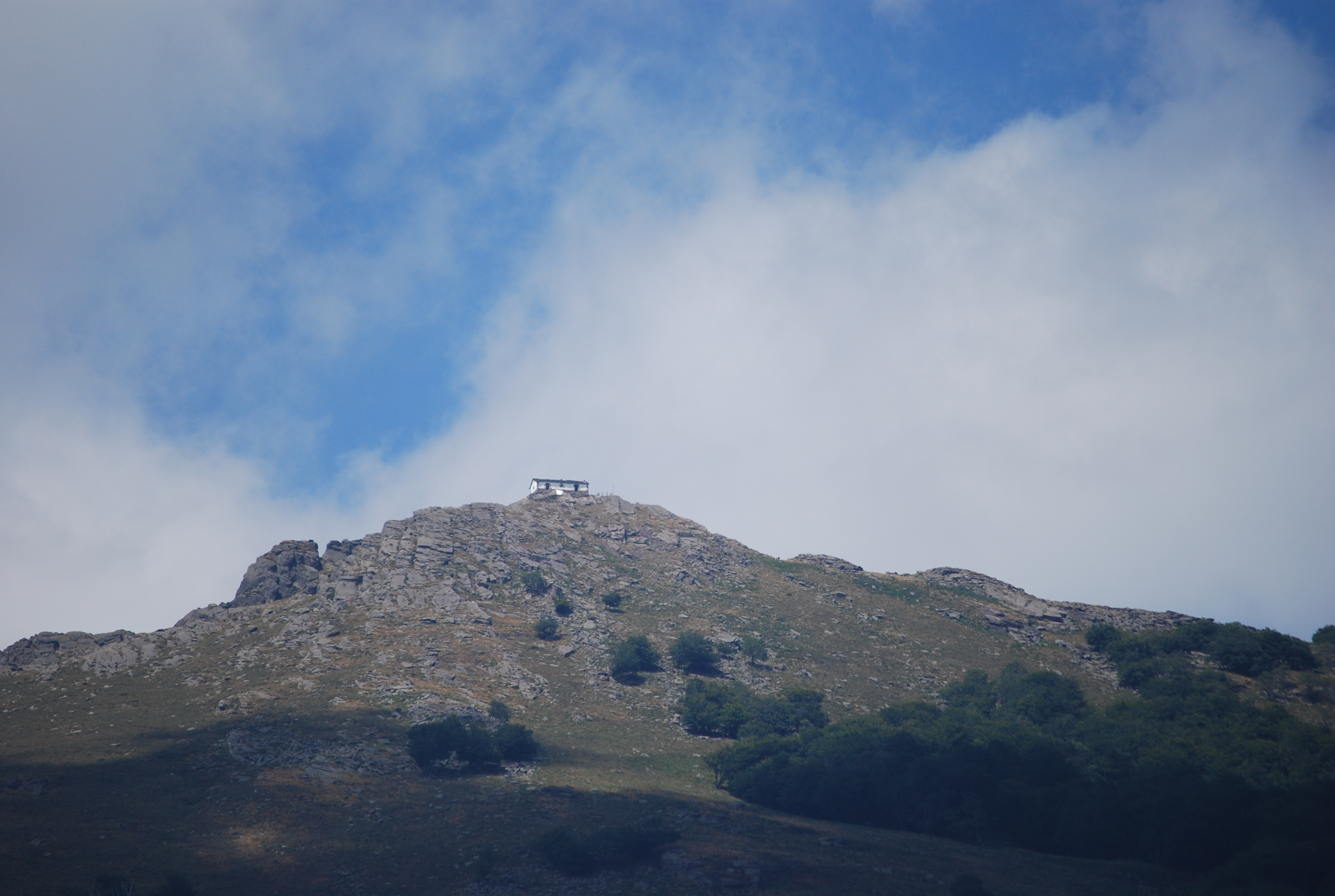
Autre vue de l'ermitage à Mendaur (Ituren) (Navarre)
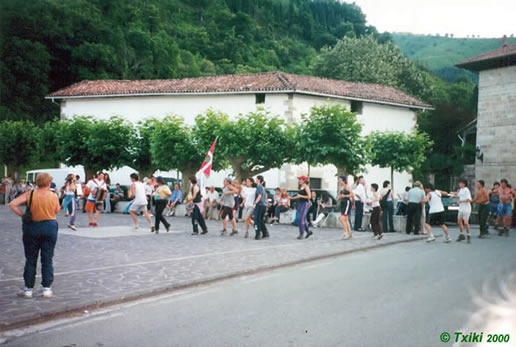
Arrivée sur la place d'Ituren (Navarre)
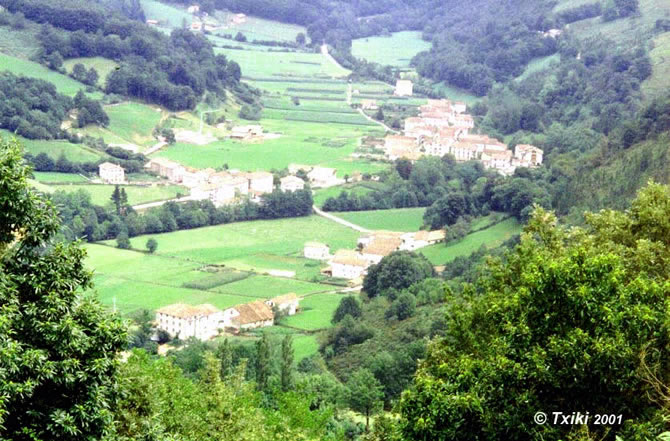
Le hameau de Lasaga à Ituren (Navarre)
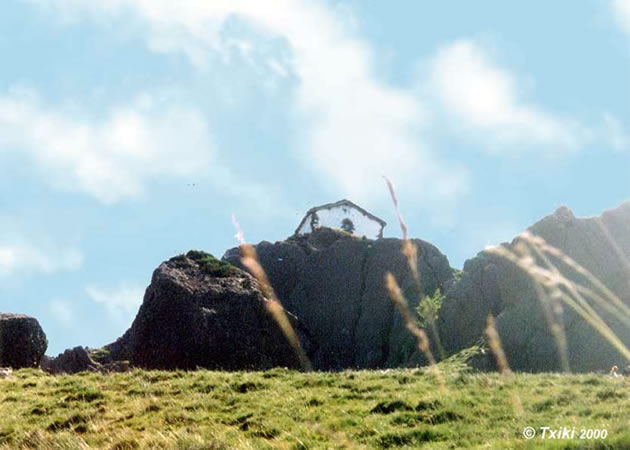
Le mont Mendaur et sa chapelle (Navarre)
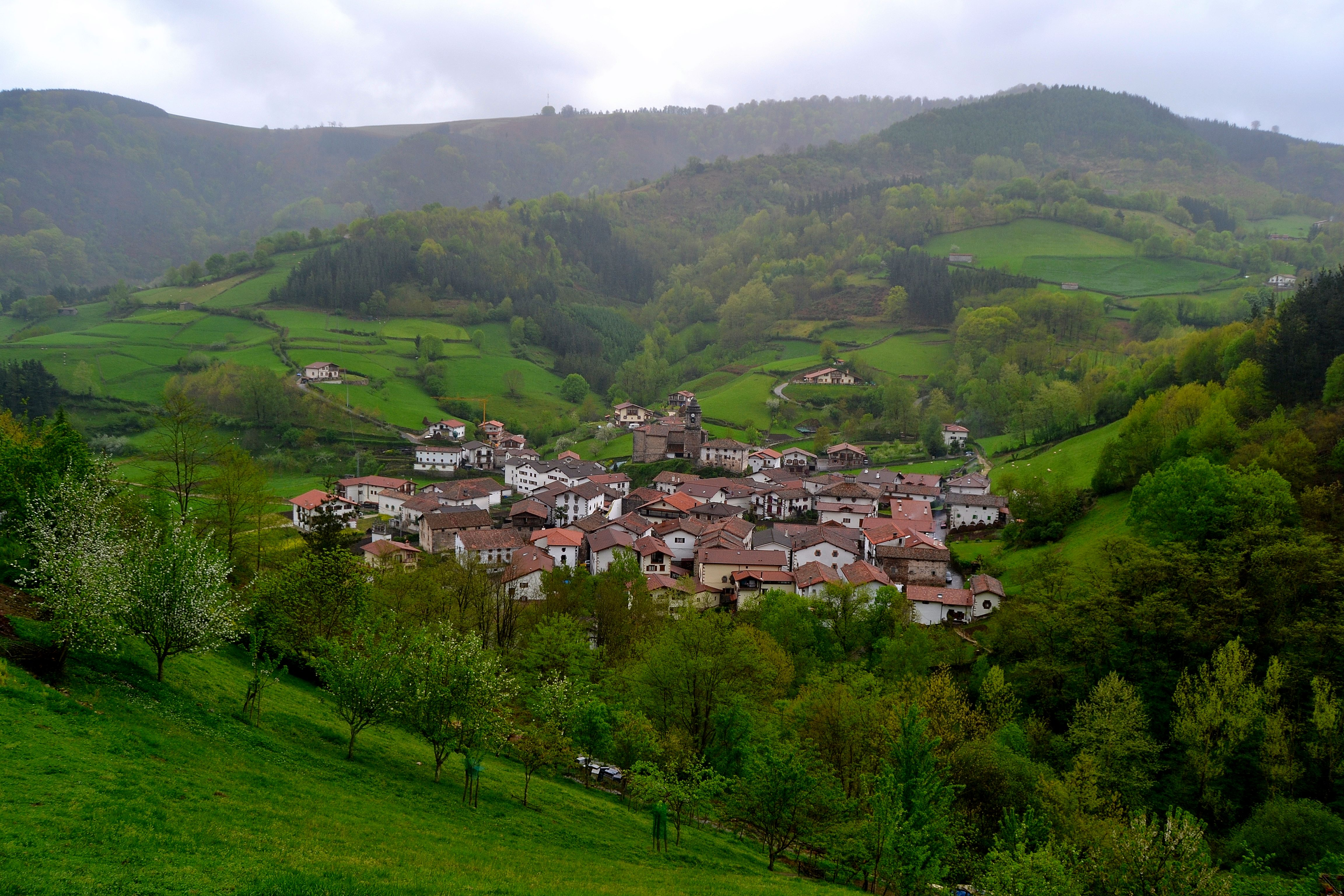
Village de Zubieta (Navarre)
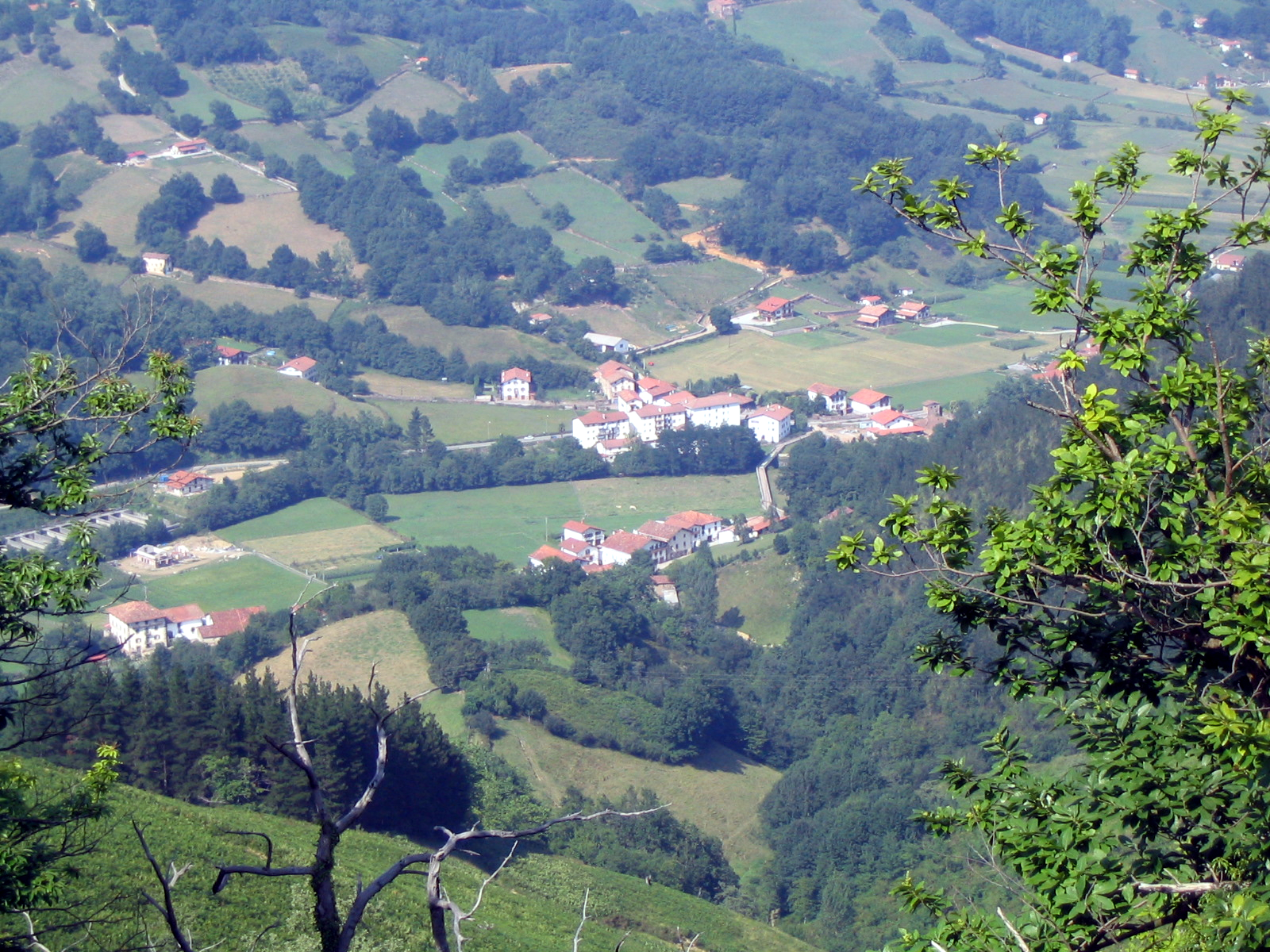
Vue sur le village d'Ituren (Navarre)
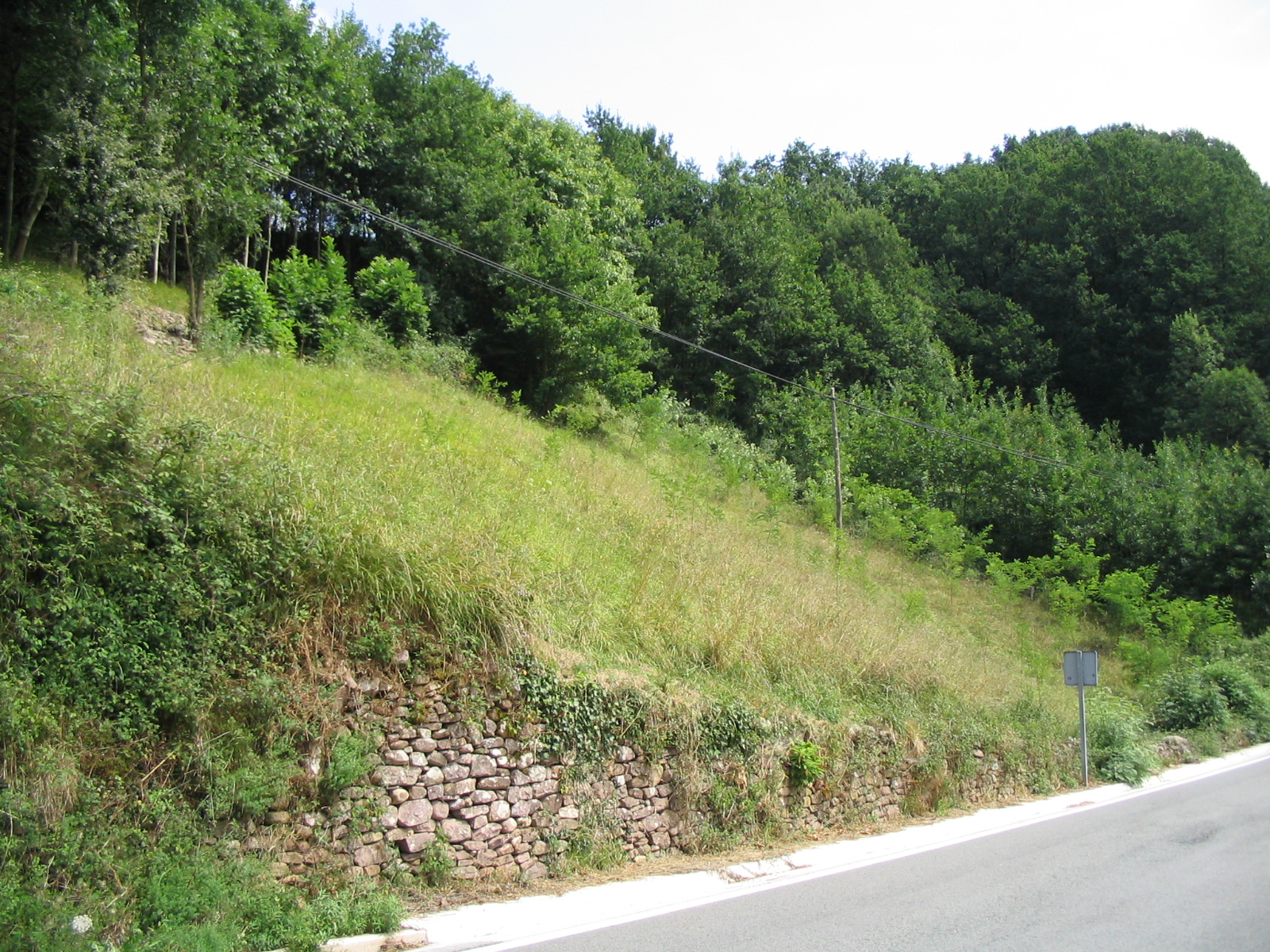
Un pré à Ituren (Navarre)
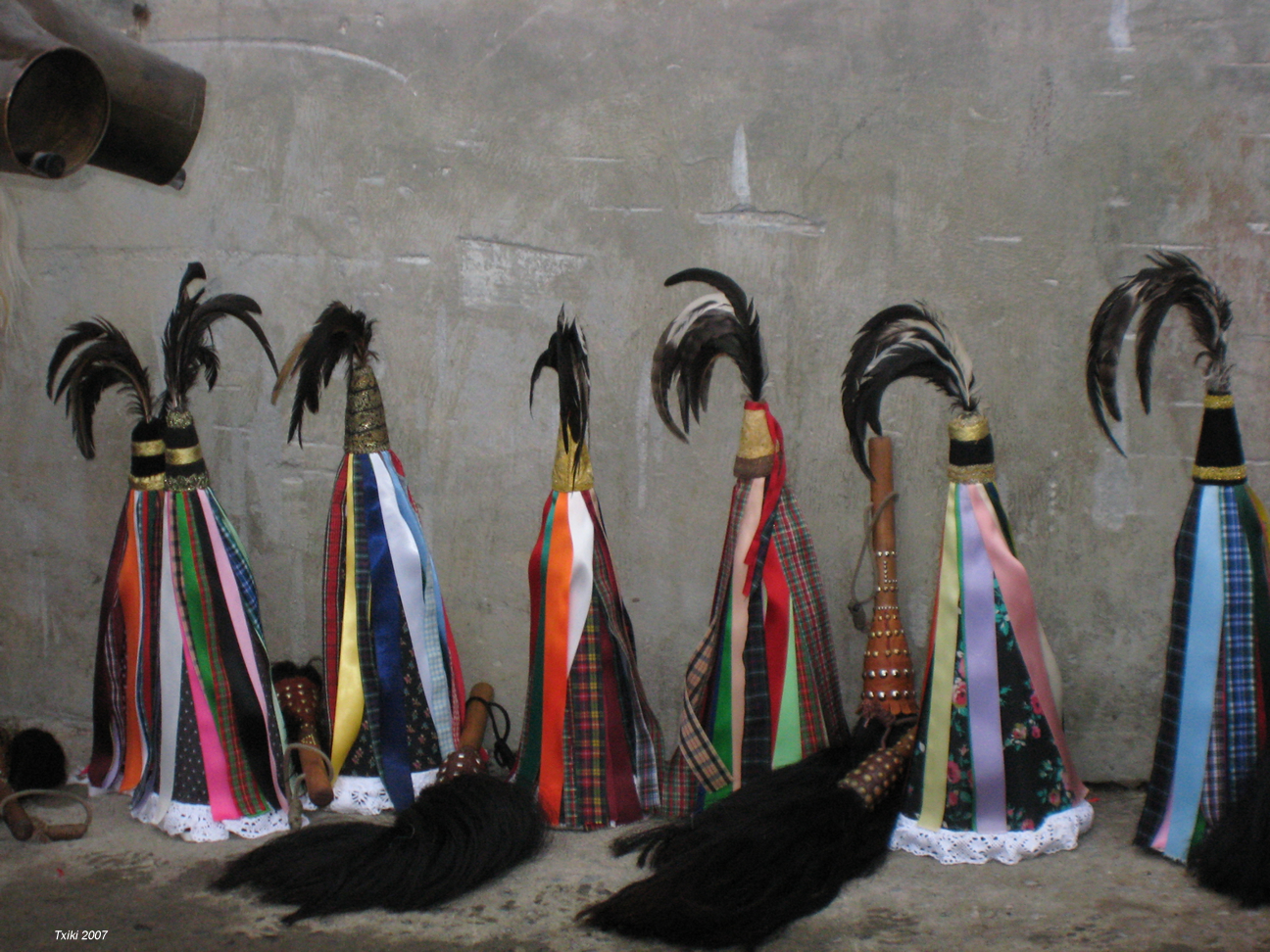
La coiffe des joaldunak à Amestia-Ituren (Navarre)
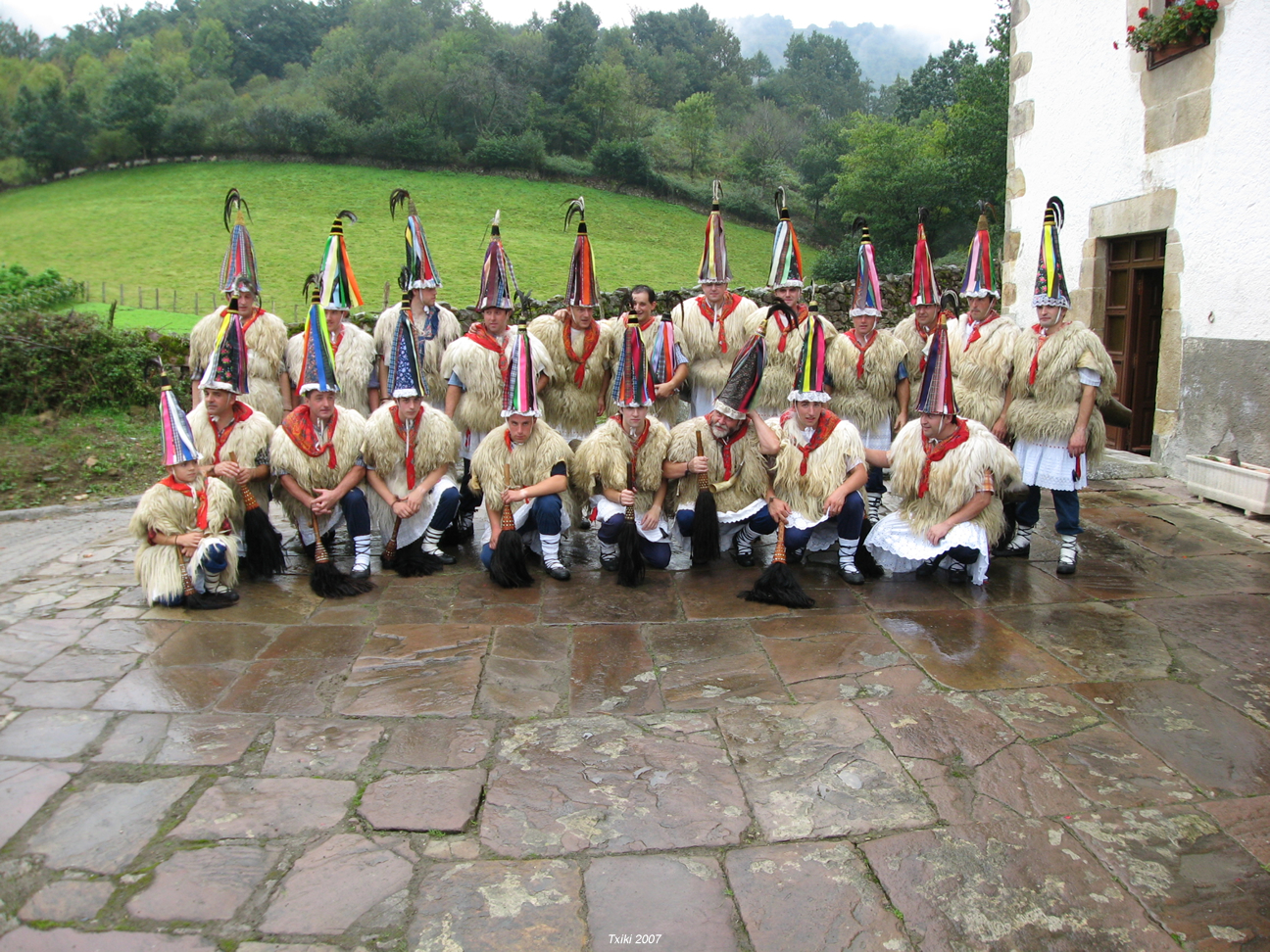
Les joaldunak à Amestia-Ituren (Navarre)
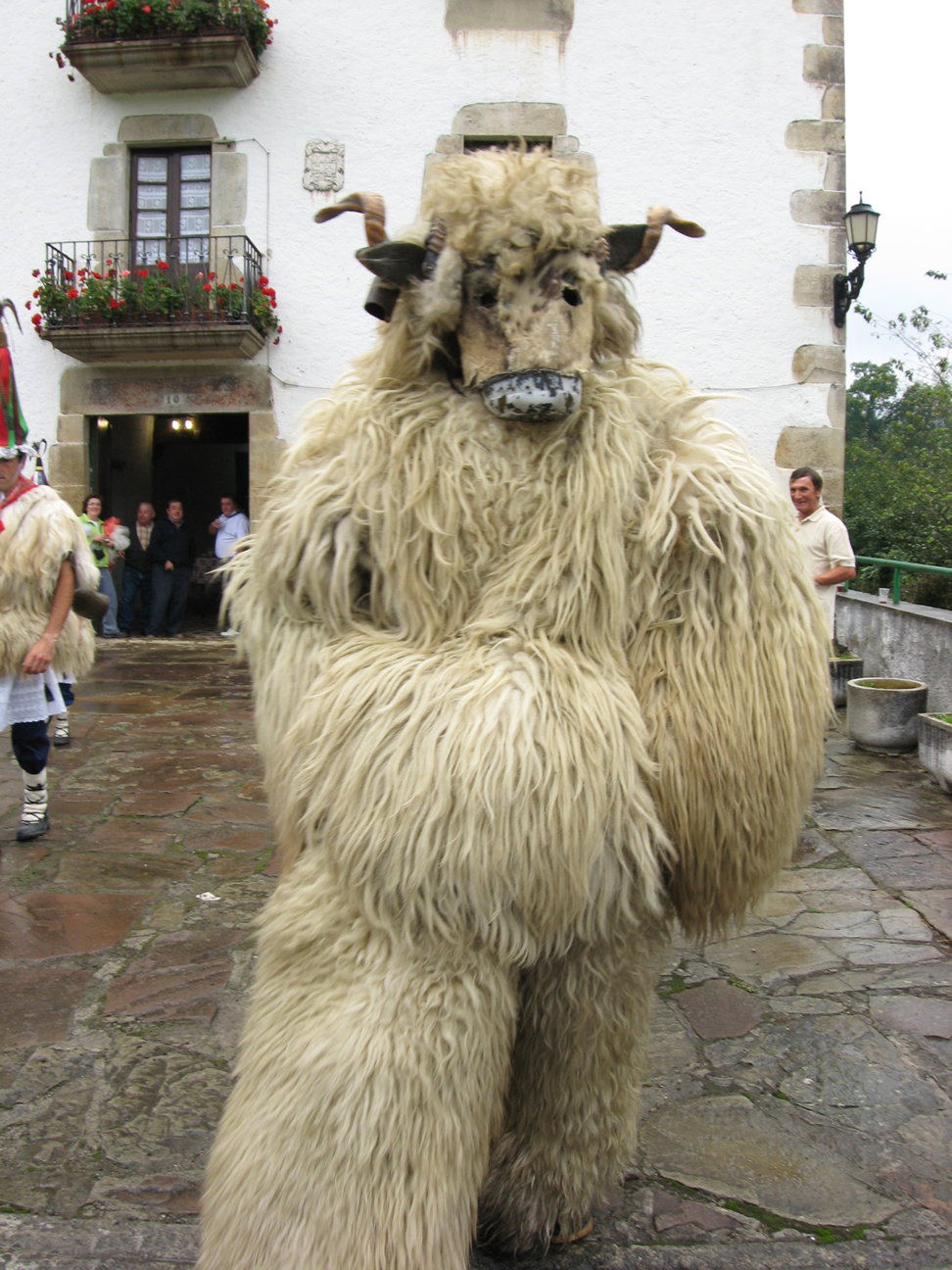
Artza (l'ours) à Ituren (Navarre)
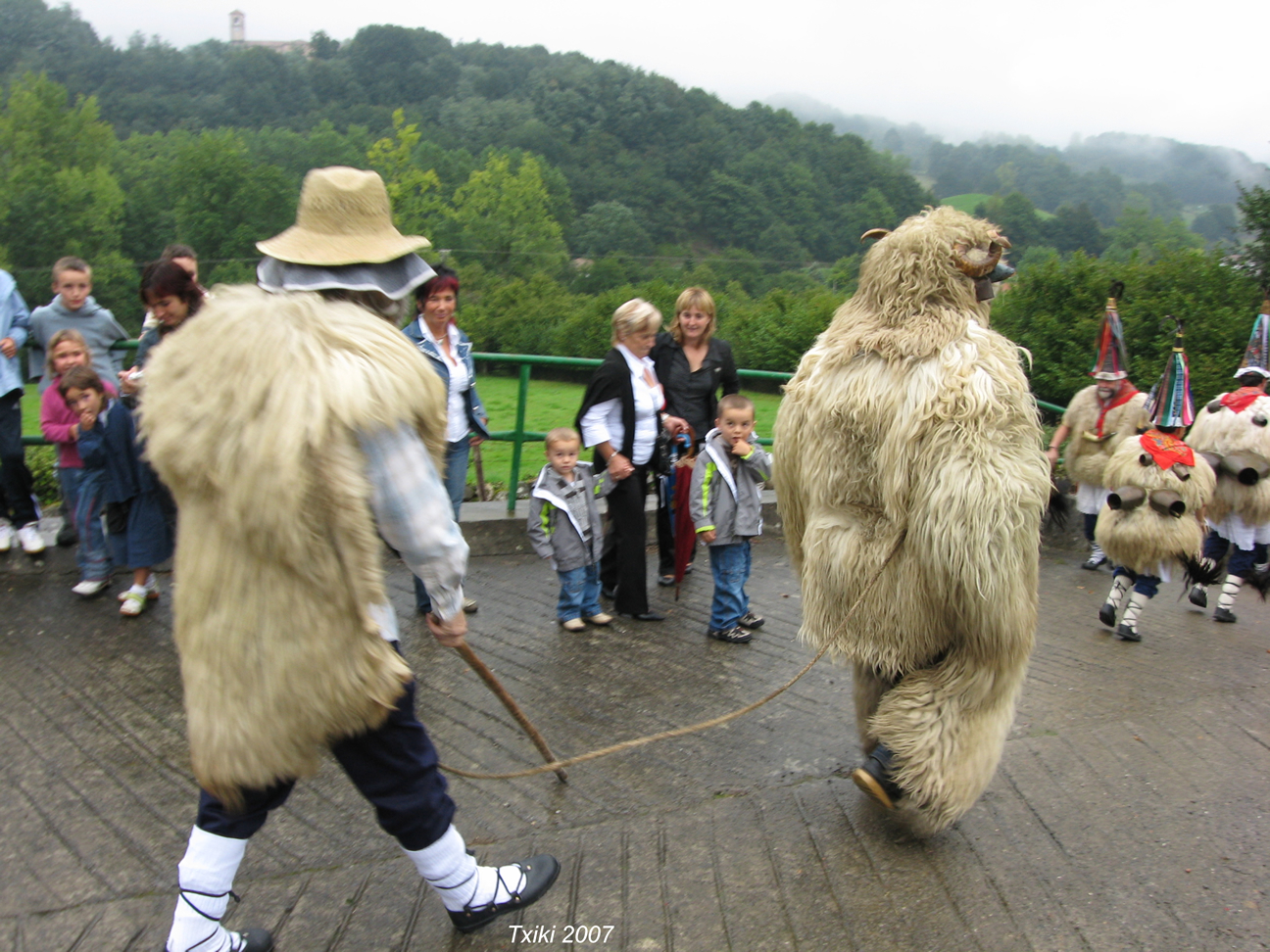
Le montreur d'ours à Ituren (Navarre)
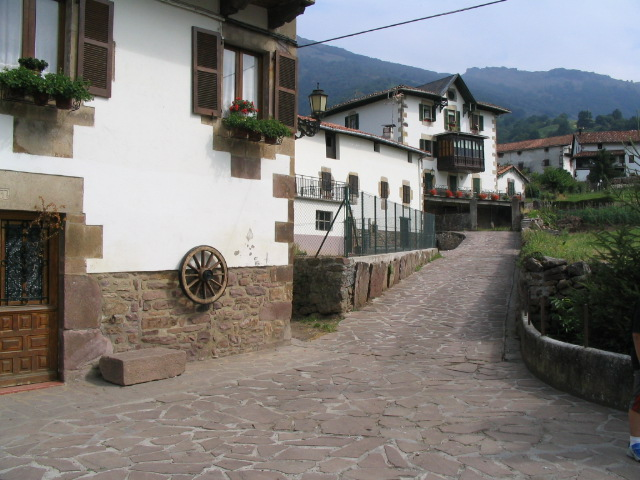
Rue du hameau d'Aurtiz (Navarre)
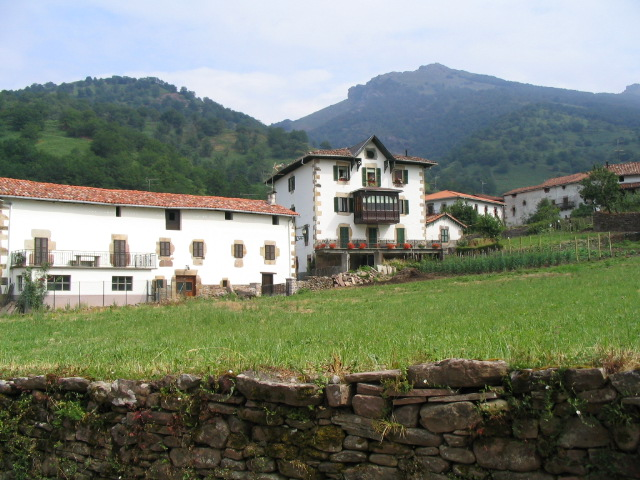
Le hameau d'Aurtiz (Navarre)

Voir la vidéo des Joaldunak à Amestia Média:Ioaldunak-001.OGG (extrait)

### Sources
- (es) Cet article est partiellement ou en totalité issu de l’article de Wikipédia en espagnol intitulé « Ituren » (voir la liste des auteurs).